# ブダペスト - エステルゴム線
ブダペスト - エステルゴム線（ハンガリー語: Budapest–Esztergom-vasútvonal）は、ハンガリー国鉄の鉄道線の名称である。路線番号は2。

## 運行形態
快速と普通について説明する。

### 特別快速(Z72)
- ブダペスト西駅 - エステルゴム
毎時2本の運行。日中、マグドルナヴェルジとピリシュチェーヴは、半数ずつ交互に通過する。鉄道博物館には、休日のみ3往復が停車する（ただし冬季は全列車通過）。
過去の運行形態
2016年以前は、快速(G72)として運行していた。マグドルナヴェルジを通過していた。午後のエステルゴム行/午前のブダペスト行はケルトヴァーロシュを通過し、ピリシュチェーヴに停車していた一方、午前のエステルゴム行/午後のブダペスト行は、パーズマーネウムに停車する一方、クロティルドリゲト通過で、ピリシュチャバ - ドログ間ノンストップであった。また、休日は、朝にエステルゴム→ブダペスト方面に片道1本のみ運行していた。
2016年末に、休日の運行が取りやめとなった。
2018年5月以降、特別快速(Z72)が休日も含め毎時1本設定され、ピリシュヴェレシュヴァール以南は従来の快速停車駅、以北はパーズマーネウムを除く各駅に停車していた。快速(G72)は、ラーコシュレンデゼーとアンジャルフェルドが停車となった一方、ピリシュヴェレシュヴァール以北は、大部分の列車の停車駅が、ピリシュチャバ・ピリシュヤースファル・レアーニヴァール・ドログ・エステルゴムに限定された。
2019年末に、平日はアンジャルフェルドが特別快速(Z72)停車、快速(G72)通過となった。逆にマグドルナヴェルジは特別快速(Z72)通過、快速(G72)停車となり、ケルトヴァーロシュはいずれも停車、サバドシャーグリゲト、パーズマーネウム、クロティルドリゲトはいずれも全列車通過となった。休日も大多数がマグドルナヴェルジ通過となった。
2022年度に、休日の特別快速(Z72)がラーコシュレンデゼー、アンジャルフェルド停車になり、休日の快速(G72)も毎時1本運行を開始し、ラーコシュレンデゼー通過であった。また、サバドシャーグリゲト、クロティルドリゲトは特別快速(Z72)通過、快速(G72)停車となった。
2023年度より、両系統が特別快速(Z72)として統合された。平日・休日とも、ラーコシュレンデゼーとアンジャルフェルトは通過、サバドシャーグリゲトとクロティルドリゲトは停車に統一された。また、ソイマール通過の列車が設定された。

### 普通
- S72系統：　ブダペスト西駅 - エステルゴム
朝と深夜のみの運行。平日の朝には、ウーイペシュト - ブダペスト西駅間ノンストップの列車が南行に限り運行される。
過去の運行形態
2018年春以前は、パーズマーネウムも含め各駅に停車していた。休日は、毎時1本運行していて、うち3往復が鉄道博物館に停車していた（ただし冬季は全列車通過）。
2018年夏以降、大部分がマグドルナヴェルジとピリシュチェーヴを通過する様になった（この両駅には特別快速が停車）。
2019年末に、マグドルナヴェルジが全列車停車に変更された。
2020年末に、パーズマーネウムが全列車通過に変更された。
2022年度に、S76系統およびG72系統に代替される形で休日日中の運行を取りやめた。ピリシュチェーヴを通過していた休日日中の列車の多くが取りやめれた影響で、再び全列車停車となった。
2023年度に、平日の朝通勤時に快速運転する列車が設定された。
2024年4月より、一部がマグドルナヴェルジ通過となった。

- S76系統：　ラーコシュ - アンジャルフェルド - ピリシュヴェレシュヴァール
毎時2本の運行。半数がオーブダを通過する。
過去の運行形態
2018年春以前はS72系統を名乗っていて、ブダペスト西駅 - エステルゴム間に、毎時1本の運行であった。また、各駅に停車していた。休日は運行していなかった。
2018年夏以降、アンジャルフェルド - ピリシュチャバ間に区間短縮された。ピリシュチャバ以北のローカル輸送は特別快速が担う様になった。
2019年末に、毎時2本に増発された上で、オーブダとユレムは半数ずつ交互に通過する様になった。
2020年10月25日に、ラーコシュまで延伸され[2]、S76系統に改番され、休日はオーブダ以南に毎時1本が設定された。12月に、全列車ユレム停車、パーズマーネウム通過となった。
2022年度に、休日の列車がピリシュチャバまで延伸となった。
2023年度に、休日も毎時2本に増発された一方で、大部分がピリシュヴェレシュヴァールまで短縮された。短縮区間では特別快速(Z72)の停車駅を増加させて対応している。

## 駅一覧
以下では、ハンガリー国鉄2号線の駅と営業キロ、停車列車、接続路線などを一覧表で示す。

### ブダペスト西駅 - エステルゴム
- 種別
  - Z：特別快速
  - S：普通
- 停車駅
  - ■印：全列車停車
  - ●印：一部通過
  - ◐、◑印：半数停車
  - ○印：一部停車
  - ｜印：全列車通過

| 路線名 | 駅名                               | 駅間営業キロ | 累計営業キロ | Z  | S  | 接続路線 | 所在地                     | 所在地                       |
| ------ | ---------------------------------- | ------------ | ------------ | -- | -- | --- | -------------------------- | ---------------------------- |
| 70     | ブダペスト西駅                     | -            | 0            | ■  | ■  | 100号線（ニーレジハーザ方面）、142号線（ラヨシュミジェ方面） ブダペスト地下鉄3号線（ケーバーニャ方面、アールパード方面） | ブダペスト市               | ブダペスト市                 |
| 2      | ラーコシュレンデゼー駅             | 3            | 3            | ｜ | ●  | 70号線（プラハ方面）、71号線（ヴェレシェジハーズ方面）                                                                   | ブダペスト市               | ブダペスト市                 |
| 2      | 鉄道博物館駅                       | 3            | 6            | ○  | ｜ | | ブダペスト市               | ブダペスト市                 |
| 2      | アンジャルフェルド駅               | 1            | 7            | ｜ | ●  | | ブダペスト市               | ブダペスト市                 |
| 2      | ウーイペシュト駅                   | 1            | 8            | ■  | ■  | ブダペスト地下鉄3号線（アールパード方面）                                                                                | ブダペスト市               | ブダペスト市                 |
| 2      | アクインクム駅                     | 2            | 10           | ■  | ■  | 近郊列車H5号線（センテンドレ方面、バッチャーニ広場方面）                                                                 | ブダペスト市               | ブダペスト市                 |
| 2      | オーブダ駅                         | 2            | 12           | ｜ | ◐  | | ブダペスト市               | ブダペスト市                 |
| 2      | アラニヴェルジ駅                   | 1            | 13           | ○  | ■  | | ブダペスト市               | ブダペスト市                 |
| 2      | ユレム駅                           | 1            | 14           | ｜ | ■  | | ブダペスト市               | ブダペスト市                 |
| 2      | ソイマール駅                       | 5            | 19           | ●  | ■  | | ペシュト県                 | ピリシュヴェレシュヴァール郡 |
| 2      | セールヘジ駅                       | 2            | 21           | ｜ | ■  | | ペシュト県                 | ピリシュヴェレシュヴァール郡 |
| 2      | ヴェレシュヴァールバーニャ駅       | 1            | 22           | ｜ | ■  | | ペシュト県                 | ピリシュヴェレシュヴァール郡 |
| 2      | ピリシュヴェレシュヴァール駅       | 1            | 23           | ■  | ■  | | ペシュト県                 | ピリシュヴェレシュヴァール郡 |
| 2      | サバドサーグリゲト駅               | 2            | 25           | ■  | ■  | | ペシュト県                 | ピリシュヴェレシュヴァール郡 |
| 2      | パーズマーネウム駅（休止中 *1）    |              | (30)         | ｜ | ｜ | | ペシュト県                 | ピリシュヴェレシュヴァール郡 |
| 2      | クロティルドリゲト駅               | 6            | 31           | ■  | ■  | | ペシュト県                 | ピリシュヴェレシュヴァール郡 |
| 2      | ピリシュチャバ駅                   | 1            | 32           | ■  | ■  | | ペシュト県                 | ピリシュヴェレシュヴァール郡 |
| 2      | マグドルナヴェルジ駅               | 2            | 34           | ●  | ●  | | ペシュト県                 | ピリシュヴェレシュヴァール郡 |
| 2      | ピリシュヤースファル駅             | 2            | 36           | ■  | ■  | | ペシュト県                 | ピリシュヴェレシュヴァール郡 |
| 2      | ピリシュチェーヴ駅                 | 3            | 39           | ●  | ■  | | コマーロム・エステルゴム県 | エステルゴム郡               |
| 2      | レアーニヴァール駅                 | 2            | 41           | ■  | ■  | | コマーロム・エステルゴム県 | エステルゴム郡               |
| 2      | ドログ駅                           | 5            | 46           | ■  | ■  | | コマーロム・エステルゴム県 | エステルゴム郡               |
| 2      | エステルゴム・ケルトヴァーロシュ駅 | 3            | 49           | ■  | ■  | 4号線（セーケシュフェヘ－ルヴァール方面）                                                                                | コマーロム・エステルゴム県 | エステルゴム郡               |
| 2      | エステルゴム駅                     | 4            | 53           | ■  | ■  | | コマーロム・エステルゴム県 | エステルゴム郡               |

(*1): 2020年12月に休止。

### ラーコシュ - アンジャルフェルド
- 種別
  - EN：寝台特急
  - S：普通
- 停車駅
  - ■印：全列車停車
  - ｜印：全列車通過

| 路線名 | 駅名                 | 駅間営業キロ | 累計営業キロ | EN | S | 接続路線                                                             | 所在地       | 所在地       |
| ------ | -------------------- | ------------ | ------------ | -- | - | -------------------------------------------------------------------- | ------------ | ------------ |
| 2      | ラーコシュ駅         | -            | 0            |    | ■ | 80号線（ゲデッレー方面） 120号線（ソルノク方面、ブダペスト東駅方面） | ブダペスト市 | ブダペスト市 |
| 2      | ウーイパロタ駅       | 6            | 6            | ｜ | ■ | 70号線（ベルリン方面、ブダペスト東駅方面 *1）                        | ブダペスト市 | ブダペスト市 |
| 2      | アンジャルフェルド駅 | 4            | 10           |    | ■ | ピリシュチャバ方面、ブダペスト西駅方面                               | ブダペスト市 | ブダペスト市 |

(*1): 70号線への直通列車は全て通過する。

## その他
終点エステルゴムは、スロバキアのシトゥーロヴォ市街の最寄駅でもある。スロバキア国鉄にもシトゥーロヴォ駅が存在するが、駅の場所が市街地から離れており、シトゥーロヴォ市街からは国境を越えてエステルゴム駅に向かう方が近い。
また、スロバキアのシトゥーロヴォ駅からブダペストまでは、70号線の特急も運行しているが、ドナウ川に沿って迂回しているため約80分を要する。これは2号線快速の約70分と比べて長い上に、本数も2号線と比べて少ないため、ブダペスト - シトゥーロヴォは2号線を利用した方が便利である。